# Epitácio Pessoa
Epitácio Lindolfo da Silva Pessoa (Umbuzeiro, 23 de maig de 1865 — Petrópolis, 13 de febrer de 1942) va ser un polític i jurista brasiler, president de la república entre 1919 i 1922. El període de govern va ser marcat per revoltes militars que a la llarga acabarien en la Revolució de 1930, que va portar Getúlio Vargas al govern central.
Va ser també diputat federal, en dues oportunitats, ministre de la Justícia, jutge del Suprem Tribunal Federal, procurador general de la República, senador tres vegades, cap de la delegació brasilera en la Conferència de Versalles i jutge de la llavors Cort Internacional de la Haia.